# Scopula lydia
Espèce
Synonymes
- Acidalia prosaula Guest, 1887[1]
- Idaea jessica Butler, 1886[1]
- Idaea lydia Butler, 1886[1]

Scopula lydia est une espèce d'insectes lépidoptères de la famille des Geometridae endémique d'Australie.

## Systématique
Cette espèce a été décrite pour la première fois en 1886 par le zoologiste britannique Arthur Gardiner Butler sous le nom initial d'Idaea lydia.